# 연제혁
연제혁은 대한민국의 배우이다.

## 영화
- (2017년) 《청년경찰》 ... 조선족 조폭 역
- (2017년) 《염력》 ... 민사장 검은양복들 역
- (2018년) 《창궐》 ... 청나라사신 9 역
- (2020년) 《사냥의 시간》 ... 도박장 조직원6 역